# Світлана Бєдарєва
Світлана Бєдарєва — українська мистецтвознавиця, художниця та кураторка, яка працює з темами українського мистецтва після 2014 року, деколоніальності в українській культурі та антиколоніального опору через мистецтво. Вона також досліджує історію сучасного мистецтва у Східній Європі та Латинській Америці з порівняльної перспективи.

## Освіта
Бєдарєва отримала ступінь доктора філософії з історії мистецтва в Інституті мистецтв Курто Лондонського університету.

## Діяльність
З початку війни у 2014 році Бєдарєва тісно працює з темами деколонізації та опору насильству в Україні, а також із документацією війни українськими митцями Як кураторка, вона прагне налагодити продуктивну співпрацю між Україною та Глобальним Півднем, приділяючи особливу увагу Латинській Америці. Її співкурована виставка «На лінії фронту: Українське мистецтво, 2013—2019» відбулася у Національному музеї культур у Мехіко у 2019 році за співпраці з Національною кінематекою Мексики та Музеєм пам'яті та толерантності. Ця виставка стала першим масштабним культурним проєктом у Латинській Америці, присвяченим сучасній Україні. Пізніше виставка подорожувала до Канади, де отримала позитивні відгуки.
Світлана Бєдарєва є авторкою книги Амбіколоніальність і війна: українсько-російський випадок, яку буде опубліковано міжнародним видавництвом Palgrave Macmillan у 2024 році. Вона є редакторкою книг Мистецтво в Україні між конструюванням ідентичності та антиколоніальним опором, опублікованої видавництвом Routledge у 2024 році, Сучасне українське та балтійське мистецтво: політичні та соціальні перспективи, 1991—2021, опублікованої ibidem Press у 2021 році, та співредакторкою На лінії фронту: українське мистецтво, 2013—2019, опублікованої мексиканським видавництвом Editorial 17 у 2020 році. Бєдарєва публікувала свої тексти в таких наукових журналах та ЗМІ, як October, Art Margins, Space and Culture, post. MoMA, Financial Times, The Burlington Contemporary та The Art Newspaper тощо. Вона є членкинею редколегії серії «Українські голоси» німецького видавництва ibidem Press.

## Творчість
Її творчість зосереджена на темі опору війні Росії проти України. Роботи Бєдарєвої виставлялися у Великій Британії, Мексиці, Естонії, США, Україні, Кубі, Фінляндії та Німеччині. Її графічний проєкт Морфологія війни (2017—2023) досліджує дегуманізаційні характеристики війни Росії проти України.